# Гайнц Бенцін
Гайнц Бенцін (нім. Heinz Bentzien; 28 січня 1917, Фішгаузен — 17 лютого 1945, Баренцове море) — німецький офіцер-підводник, капітан-лейтенант крігсмаріне.

## Біографія
9 жовтня 1937 року вступив на флот. В лютому 1940 року відряджений в авіацію. В лютому-серпні 1942 року пройшов курс підводника. З 30 вересня 1942 року — 1-й вахтовий офіцер на підводному човні U-73. В січні-квітні 1943 року пройшов курс командира човна. З 21 квітня 1943 року — командир U-425, на якому здійснив 9 походів (разом 196 днів у морі). 17 лютого 1945 року U-425 був потоплений в Баренцовому морі східніше Рибачого півострова (69°39′ пн. ш. 35°50′ сх. д.) глибинними бомбами британських шлюпа «Ларк» і корвета «Олнвік Касл». 1 член екіпажу був врятований, 50 (включаючи Бенціна) загинули.

## Звання
- Кандидат в офіцери (9 жовтня 1937)
- Морський кадет (28 червня 1938)
- Фенріх-цур-зее (1 квітня 1939)
- Оберфенріх-цур-зее (1 березня 1940)
- Лейтенант-цур-зее (1 травня 1940)
- Оберлейтенант-цур-зее (1 квітня 1942)
- Капітан-лейтенант (1 січня 1945)

## Нагороди
- Нагрудний знак спостерігача
- Залізний хрест
  - 2-го класу (1941)
  - 1-го класу (1943)
- Авіаційна планка розвідника
- Нагрудний знак підводника (9 грудня 1942)